# Društvo prijateljev Sovjetske zveze
Društvo prijateljev Sovjetske zveze je bila pobuda, ki je med letoma 1939 in 1940 nastala v krogu politično progresivnih posameznikov, gibanj in s katero so želeli popularizirati idejo, da je naslonitev na Sovjetsko zvezo bistven pogoj za uresničitev nove države, federativne republike enakopravnih jugoslovanskih narodov.

## Ustanovitev
Najprej so ustanovili poseben odbor tega društva, katerega naloga je bila pridobiti dovoljenje za uradno ustanovitev. Član odbora je bil med drugim Josip Vidmar. Naloga odbora je bila najprej pridobiti dovolj podpisov za ustanovitev, kar jim je uspelo. Na pobudo Borisa Kidriča so za prvopodpisanega na vlogi za uradno ustanovitev prosili Ivana Hribarja, ki je bil znan pristaš vseslovanske politike. Boris Kidrič ga je uspel prepričati. Skupaj z drugimi podpisi so vlogo zgodaj v letu 1940 odnesli v Beograd, vendar dovoljenja niso dobili.
Odločili so se za širšo akcijo zbiranja podpisov, ki so jo oblasti ovirale. Podpise so pridobili, nato so se dogovorili, da jih bodo predali sovjetskemu veleposlaništvu. Predali so 17.843 podpisov. Bojan Stupica je izdelal načrt za posebno skrinjico, v katero so vložili pole s podpisi, ter jo konspirativno spravili v Beograd. Na vrh zbranih pol so položili darilno listino. 
Delegacijo so sestavljali Damjan Bebler, profesor Franc Šturm, Božo Borštnik in Josip Vidmar. 
Kot je v knjigi Obrazi pisal Vidmar, so vršilcu poslov pri sovjetskem veleposlaništvu povedali, da je skrinjica v hotelu. Dogovorili so se za uro, ko je do hotela pripeljal avto veleposlaništva. Skrinjica je bila namenjena za Stalina. 
S pridobitvijo dovoljenja za nastanek društva so poskusili še enkrat (zdi se, da je bilo to že v prvi polovici leta 1941). Takrat se je Josip Vidmar sestal z ministrom Milanom Grolom, ki je bil njegov literarni znanec in ki mu je obljubil, da bo dovoljenje izdano, vendar je še pred tem Nemčija napadla Jugoslavijo.
Mnogi akterji, ki so sodelovali pri ustanavljanju tega društva, so bili kasneje ustanovitelji Osvobodilne fronte, ki jo je mogoče razumeti tudi kot njegovo naslednico.

## Podpisniki prijave društva
Podpisniki prijave društva so bili Ivan Hribar, Franc Kidrič, Franc Šturm, Franc Zwitter, Lucijan Marija Škerjanc, Slavko Osterc, Vladimir Levstik, Fran Albrecht, Josip Vidmar, Črtomir Nagode, Niko Štritof.

## Vir
- Vidmar, Josip (2011). Obrazi. Ljubljana: Svobodna misel. COBISS 255770624. ISBN 978-961-90430-7-3.
- Nedog Urbančič, Alenka (1975). »Utrjevanje enotnosti protifašističnih sil na Slovenskem ob snovanju Društva prijateljev Sovjetske zveze leta 1940«. Kronika(Ljubljana). 23 (2): 65–74. Pridobljeno 20. aprila 2021.